# Futao Fujii
Futao Fujii (jap. 藤井 二雄 Fujii Futao; * 3. April 1953 in Sekigane (heute Kurayoshi), Tottori) ist ein japanischer Bildhauer, der seit 1986 in Niederösterreich lebt und arbeitet.

## Ausbildung und Leben
Futao Fujii verbrachte seine Kindheit und Schulzeit in Sekigane (Präfektur Tottori) nahe am Japanischen Meer in Japan. 1967 gewann er die Judo–Landesmeisterschaft für Schüler und hielt im 800-m–Lauf/Leichtathletik den Rekord im Gebiet Kurayoshi. Mit der Schulband spielte er beim Blasinstrumenten–Wettbewerb die Trompete.
1973 ging er nach Tokio und besuchte die Kunstakademie in Ochanomizu. Neben dem Studium arbeitete er in der Surugadai Koto Yobiko (private Vorbereitungsschule für die Universität). 1974 entschloss er sich, in Europa Bildhauerei zu studieren. 1975 trat er in die Meisterklasse von Prof. Wander Bertoni an der Hochschule für angewandte Kunst, der jetzigen Universität für angewandte Kunst Wien ein.
Während seiner Studienzeit war er für den österreichischen Bildhauer Hans Muhr an der Ausführung von Steinskulpturen tätig. 1982 erhielt er von einem amerikanischen Kunstsammler aus Los Angeles eine Auftragsserie von Kleinplastiken in Stein. Seit 1986 war er Mitglied im Künstlerhaus Wien.
1988 heiratete er die österreichische Bildhauerin und Autorin Margarete Fujii–Zelenak.
Er bereiste viele europäische Länder, die USA und Singapur.

## Werk
Neben Stahl und Holz ist Futao Fujiis bevorzugtes Material Naturstein, insbesondere Granit, Serpentin und Marmor.
1978 nahm er am Holzbildhauer–Symposium in Hermagor-Pressegger See teil. 1994 wurde nach seinem Entwurf das Sekigane Monument (jap. 関金町モニュメント) in seiner Heimatgemeinde vor dem Onsen (Kurbad) errichtet. Er initiierte aufgrund seiner Beziehungen zur Stahlfirma Hibiki in Hiroshima das österreichisch-japanische Stahl–Symposium Steel Art Connection 98, an dem Künstler und Künstlerinnen beider Nationen teilnahmen. 1997 waren die Arbeiten der österreichischen Künstler im Atelierhaus der Akademie der bildenden Künste Wien ausgestellt. 1998 fand die Ausstellung aller Werke im Hamada Children’s Museum of Art in der Präfektur Shimane statt. 1999 schuf er die Marmorskulptur Erwachen–Entscheidung auf der Skulpturenstraße My Way in Hagenbrunn/Niederösterreich. 2004 führte er in Lindenholz den Hl.Florian in Pitten/Niederösterreich zusammen mit Margarete Fujii–Zelenak aus.

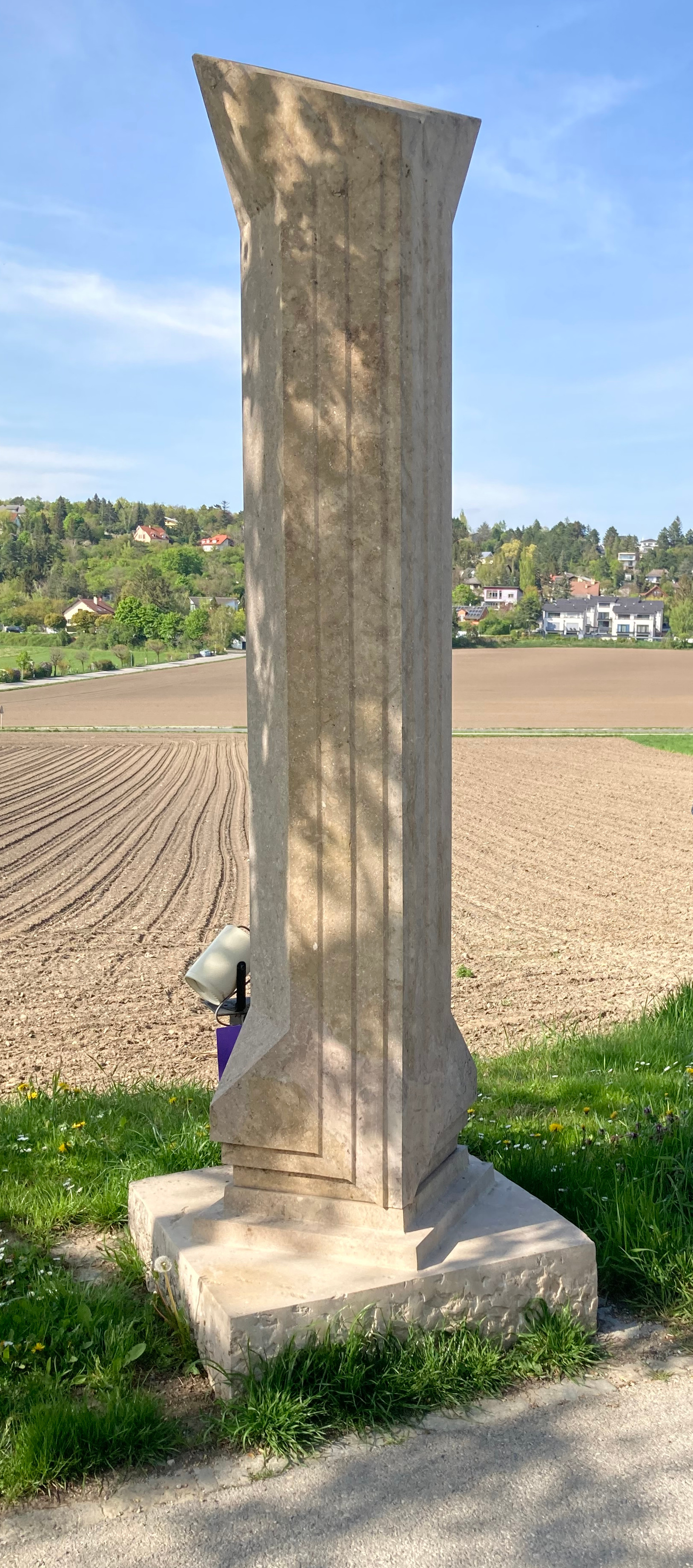
Futao Fujii, Marmorskulptur; Erwachen-Entscheidung; My Way Hagenbrunn

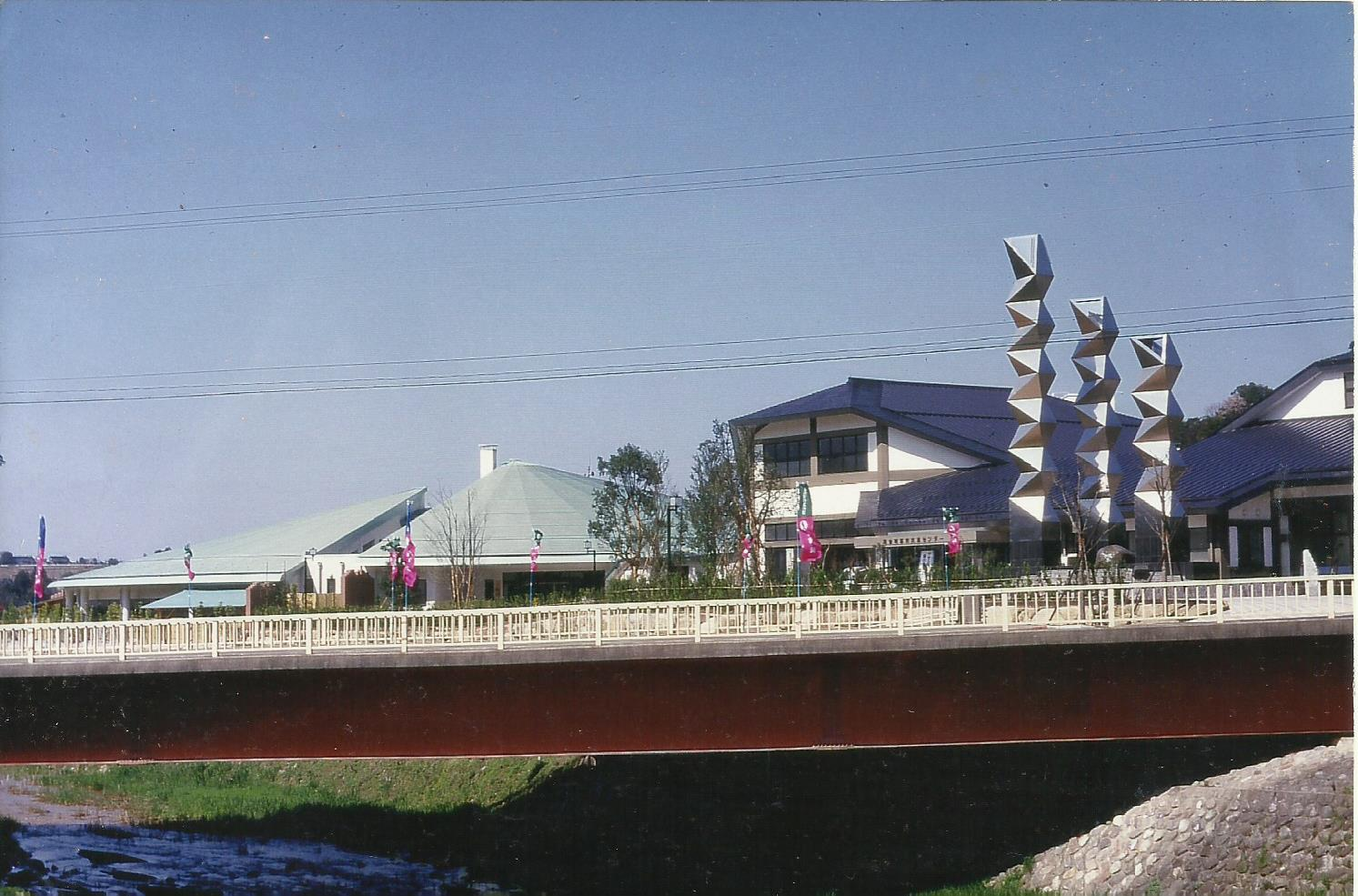
Futao Fujii, Sekigane Monument, Tottori, Japan

## Auszeichnung
1974 wurde er mit dem Newcomer Price der Modern Art Society im Kunstmuseum der Präfektur Tokio ausgezeichnet.

## Ausstellungen und Ankäufe
Seine Werke waren im Kunstmuseum der Präfektur Tokio, im Frans Hals Museum in Haarlem/NL, im Hamada Children’s Museum of Art, im Kurashiki City Art Museum, im Künstlerhaus Wien, im Japanischen Garten in Schönbrunn und in mehreren Galerien in Österreich und in Japan ausgestellt.
Einige Werke befinden sich in privaten Sammlungen in Österreich, in Deutschland, in Japan und in den USA.